# Kafue
Le Kafue est une rivière d'Afrique australe situé exclusivement en Zambie ; c'est un affluent gauche du fleuve Zambèze.

## Géographie
Le Kafue rejoint le Zambèze dans le Zambèze moyen, entre les lac Kariba et Cahora Bassa, ce dernier étant la frontière entre le Zambèze moyen et le Zambèze inférieur. Cette rivière est assez courte. 
Le Kafue prend sa source au nord, puis descend vers le sud. Il traverse la ville de Kitwe-Nkana, et prend alors une direction vers le sud-ouest. Puis brusquement, il change de direction, prenant un cap à l'est. À partir de là, la topographie du fleuve change. Les rapides et les cascades se succèdent. Il passe au sud de Lusaka et rejoint le Zambèze. À l'aval de cette rivière, elle perd plusieurs centaines de mètres en à peine 25 km.
D'après l'Encyclopédie Britannica, le cours du Kafue serait de 960 km de long,

### Bassin versant
Le Kafue draine un bassin de 155 000 km2.

## Affluents
Les affluents  du Kafue sont :
- Lunga
- Luswishi

## Hydrologie
Le Kafue a un débit moyen de 320 m3/s à sa moitié inférieure, avec des hautes variations saisonnières. Il décharge 10 km3 par an dans de Zambèze.

## Aménagements et écologie
- Barrage d'Itezhi-Tezhi
- Barrage de Kafue Gorge